# Roscoe Arbuckle
Roscoe Arbuckle (Smith Center, Kansas, 24 de març de 1887 - Hollywood, Califòrnia, 29 de juny de 1933), conegut pel seu sobrenom Fatty, fou un actor i director cinematogràfic estatunidenc de la primera generació de cinema còmic nord-americà.

## Biografia

### Els inicis
La seva carrera artística s’inicià com a cantant a San Francisco de la mà de Sid Grauman amb qui sempre l'uniria una gran amistat. Posteriorment formà part d’una companyia de vodevil dirigida per Leon Errol, de la que arribà a ser l’artista principal. El 6 d’agost de 1908 es va casar amb Minta Durfee que seria també la seva parella cinematogràfica en multitud de curtmetratges. El 1909 fou contractat per la productora cinematogràfica Selig Polyscope Company. El seu debut fou a la pel·lícula “Ben's Kid” (1909). A la Selig interpretà una primera sèrie de curtmetratges entre 1909 i 1913, la qual cosa el feu ser un autèntic pioner del cinema còmic nord-americà, llavors encara molt primitiu abans, fins i tot, de la descoberta de Hollywood com a lloc preferent on instal·lar la indústria cinematogràfica.
El 1913, el seu nebot Al St. John el posà en contacte amb Mack Sennett que el reclutà per a la seva productora, la Keystone. A la Keystone treballà a un ritme de dos curtmetratges per setmana, fent papers secundaris, com a membre dels Keystone Cops entre d'altres, apareixent a títols del mateix Charles Chaplin o Mabel Normand, amb qui faria parella còmica en alguns dels millors curtmetratges d'aquella època.

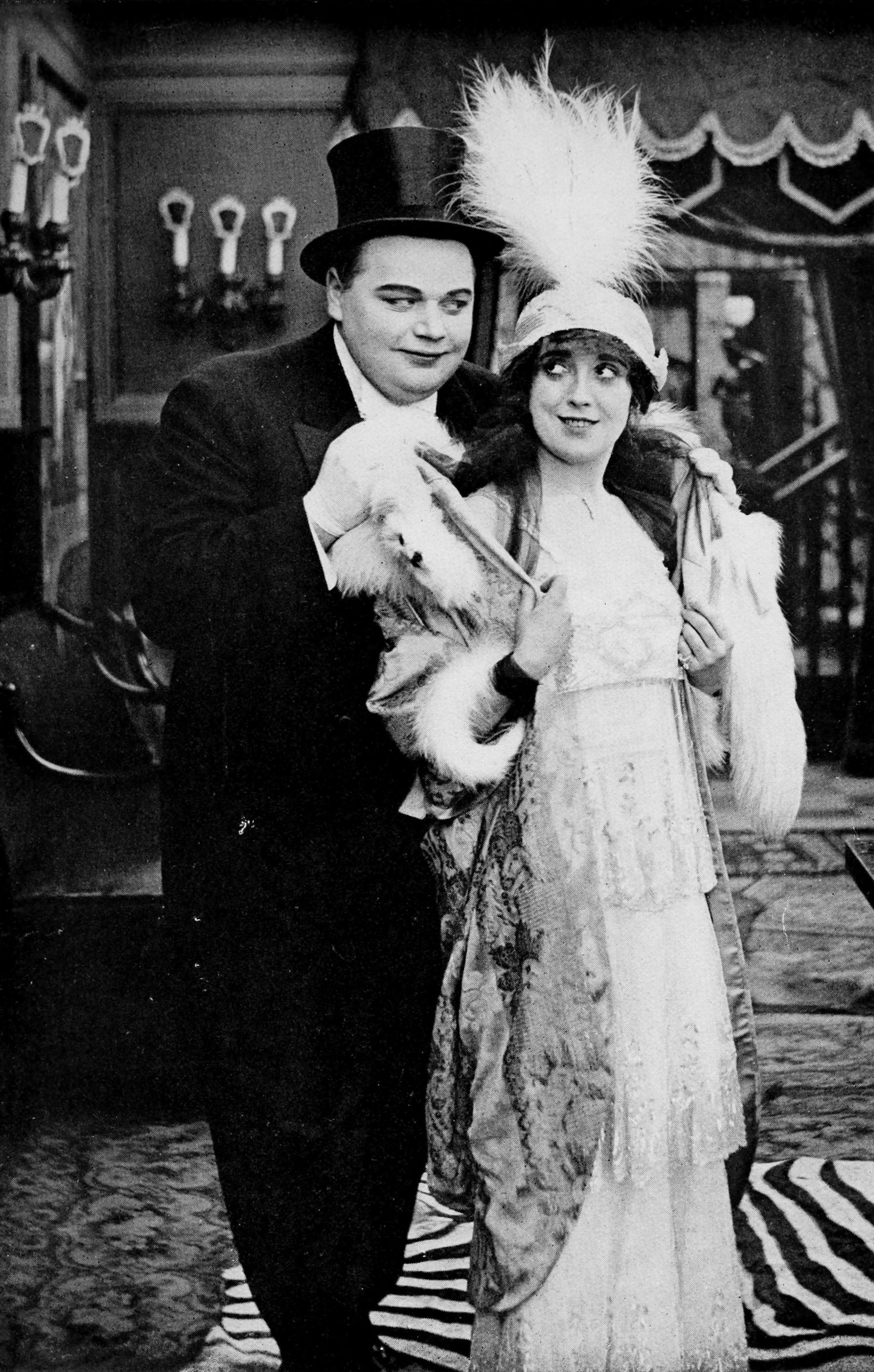
Roscoe Arbuckle i Mabel Nornand en un fotograma de la pel·lícula "That Little Band of Gold" (1915)

Aviat es convertí en un dels còmics més estimat del públic, amb Charles Chaplin i Buster Keaton. La seva agilitat de moviments en un home que feia més de 120 kg de pes fascinava a l'audiència. Fatty dominava l'acrobàcia i el malabarisme, a part de ser un actor amb un registre expressiu molt notable.

### L'època d'esplendor
A rel de la seva gran popularitat, el 1914, la Paramount Pictures va fer-li una oferta inèdita fins aquell moment: 1.000 dòlars al dia més el vint-i-cinc per cent de tots els beneficis i un control artístic complet per fer pel·lícules protagonitzades per ell i Mabel Normand. Les pel·lícules van ser tan lucratives i populars que el 1918 van oferir a Arbuckle un contracte de tres anys i 3 milions de dòlars. De mica en mica, l'èxit de Roscoe Arbuckle com a protagonista depassà totes les expectatives i aquest decidí independitzar-se, i crear la seva pròpia productora, la Comique Film Productions el 1917, en associació amb Joseph Schenck. Allà començà a produir, dirigir, escriure i protagonitzar la seva pròpia sèrie de pel·lícules curtes, per a les quals podia dedicar un temps molt més llarg de producció, començant, des d'aquell moment, el que seria la seva etapa més brillant.
Justament per a aquests curtmetratges, fitxà al llavors jove talent del teatre i del vodevil Buster Keaton qui ben aviat adquirí categoria de col·lega fílmic davant i darrere la càmera, esdevenint amb el temps, el seu millor amic personal.
L'estil cinematogràfic del Roscoe Arbuckle d'aquella època evolucionà, molt ràpidament, des de la més anàrquica grolleria a l'estil Keystone dels primers curts, fins a una nova sofisticació, tan visual com a nivell de gags, de la qual no seria aliena la mà de Buster Keaton.

### Gran escàndol i declivi
El 1919 signà un contracte amb Paramount per a protagonitzar llarg metratges arribant a rodar-ne un total de nou, en el breu espai de dos anys. Gran part del material filmat per a Paramount és perdut, pel que és difícil jutjar-ne la qualitat. Però la seva ascendent carrera es veié de sobte truncada per l'escàndol més sonat del primer Hollywood: Roscoe Arbuckle es veié acusat de l'assassinat de la jove Virginia Rappe en una festa a San Francisco.
Tot i ser absolt, la premsa va destruir la seva imatge i Hollywood li va tancar les portes definitivament: L'escàndol Fatty va ser un punt d'inflexió en la manera en com el públic nord-americà va percebre la, fins llavors innocent, comunitat fílmica de Los Angeles, arribant a produir-se manifestacions i aldarulls provocats pels grups més radicalment moralistes de la societat.
'Roscoe Arbuckle aconseguí continuar dirigint pel·lícules de cert renom, sota el fals nom de William B. Goodrich però mai més se'l va veure actuar, excepte en papers molt secundaris i gairebé d'amagat, fins que va morir enmig del més gran oblit.
La fama i l'apreciació crítica de l'obra de Roscoe Arbuckle ha gaudit d'una revifada espectacular els darrers temps: les noves generacions han fet un apropament lluny dels prejudicis que envoltaven a un dels més talentosos pioners de Hollywood, fins fa poc molt més famós per l'escàndol que va viure que per la seva innovadora obra.

## Filmografia parcial
- Ben's Kid (1909)
- The Sanitarium (1910)
- A Voice from the Deep (1912)
- Safe in Jail (1913)
- Murphy's I.O.U. (1913)
- The Gangsters (1913)
- Passions, He Had Three (1913)
- Help! Help! Hydrophobia! (1913)
- Mabel's Dramatic Career (1913)
- A Noise from the Deep (1913)
- Peeping Pete (1913)
- For the Love of Mabel (1913)
- Fatty's Flirtation (1913)
- The Gypsy Queen (1913)
- Almost a Rescue (1913)
- Mabel's New Hero (1913)
- Fatty Joins the Force (1913)
- Mother's Boy (1913)
- His Sister's Kids (1913)
- A Misplaced Foot (1914)
- A Film Johnnie (1914)
- The Under-Sheriff (1914)
- A Flirt's Mistake (1914)
- In the Clutches of the Gang (1914)
- Rebecca's Wedding Day (1914)
- The Alarm (1914)
- The Masquerader (1914)
- The Knockout (1914)
- Fatty's Debut (1914)
- His New Profession (1914)
- The Rounders (1914)
- Tango Tangles (1914)
- The Sea Nymphs (1914)
- Mabel and Fatty's Married Life (1915)
- Rum and Wall Paper (1915)
- Mabel and Fatty's Wash Day (1915)
- Mabel, Fatty and the Law (1915)
- Mabel and Fatty's Simple Life (1915)
- Mabel and Fatty Viewing the World's Fair at San Francisco (1915)
- Wished on Mabel (1915)
- Fatty and the Broadway Stars (1915)
- Fatty and Mabel Adrift (1916)
- He Did and He Didn't (1916)
- A Creampuff Romance (1916)
- His Wife's Mistakes (1916)
- A Reckless Romeo (1917)
- Coney Island (1917)
- The Butcher Boy (1917)
- His Wedding Night (1917)
- A Country Hero (1917)
- A Scrap of Paper (1918)
- Good Night Nurse (1918)
- Moonshine (1918)
- The Cook (1918)
- Camping Out (1919)
- The Sheriff (1919)
- The Bell Boy (1919)
- A Desert Hero (1919)
- Back Stage (1919)
- The Hayseed (1919)
- The Garage (1920)
- The Round-Up (1920)
- Life of the Party (1920)
- Leap Year (1921)
- Brewster's Millions (1921)
- Traveling Salesman (1921)
- Crazy to Marry (1921)
- Hollywood (1923)
- Listen Lena (1927)
- The Back Page (1931)
- In the Dough (1932)
- Close Relations (1933)
- Tomato (1933)